# Myiobius villosus
La moscareta vellosa (Myiobius villosus), también denominada atrapamoscas leonado (en Colombia), mosquerito pechileonado (en Ecuador), mosquerito de pecho leonado (en Perú) o atrapamoscas peludo (en Venezuela), es una especie de ave paseriforme perteneciente al género Myiobius integrado en la familia Tyrannidae (o en Tityridae, dependiendo de la clasificación adoptada). Es nativa del extremo sureste de América Central y de América del Sur.

## Distribución y hábitat
Se distribuye localmente en el este de Panamá (Cerro Tacarcuna) hasta el oeste de Colombia y oeste de Ecuador; al este de los Andes del norte de Colombia y extremo oeste de Venezuela (Táchira); y en las estribaciones andinas desde el este de Ecuador y Perú hasta el Puno y el noroeste de Bolivia (La Paz).

Su hábitat natural es el estrato medio y el sotobosque de bosques montanos húmedos subtropicales o tropicales de estribaciones o de tierras bajas, en altitudes entre 1000 y 1800m s. n. m.